# Wacław Ostrowski

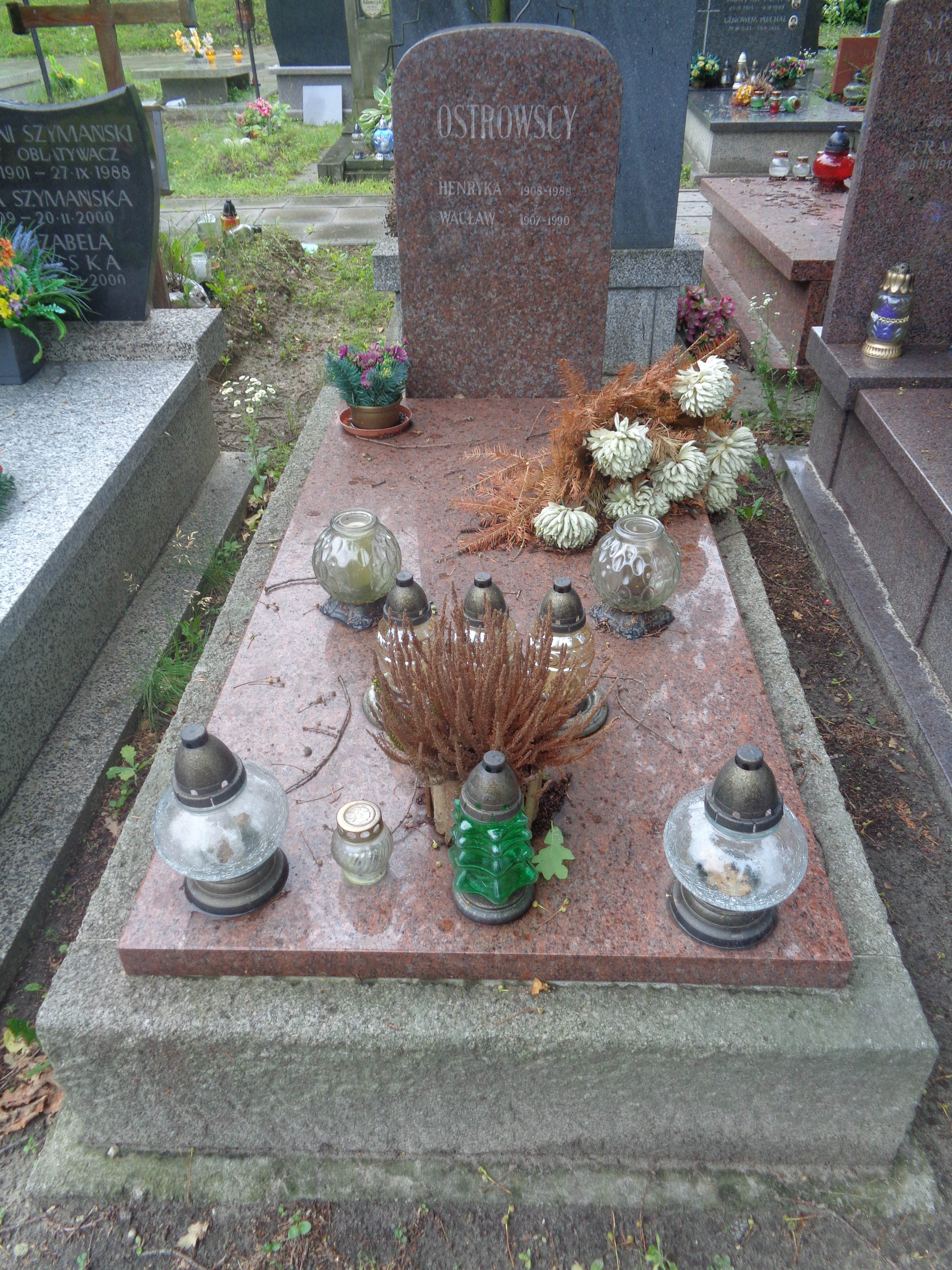
Grób Wacława Ostrowskiego na Cmentarzu Wojskowym na Powązkach

Wacław Ostrowski (ur. 25 września 1907 w Warszawie, zm. 16 maja 1990 w Aix-en-Provence) – polski architekt i historyk architektury.

## Życiorys
Urodził się jako Wacław Leyberg. W 1929 ukończył studia na Wydziale Architektury Politechniki Gdańskiej. W 1933 wspólnie z Brunonem Heinem (1900–1993) uczestniczył w konkursie na rozplanowanie dzielnicy przy dworcu Łódź Fabryczna, ich projekt otrzymał II nagrodę.
Po II wojnie światowej był zaangażowany w prace Biura Odbudowy Stolicy, należał do twórców Planu Sześcioletniego Odbudowy Stolicy. W 1949 był współorganizatorem Instytutu Urbanistyki i Architektury, w którym rok później dzięki jego inicjatywie powstał Zakład Historii Urbanistyki. W tym czasie obronił doktorat, w 1955 został mianowany profesorem nadzwyczajnym, a w 1967 profesorem zwyczajnym. Kierował Katedrą Urbanistyki na Wydziale Architektury Politechniki Warszawskiej, od 1970 był związany zawodowo z Instytutem Planowania Przestrzennego PW. Członek warszawskiego oddziału SARP i Towarzystwa Urbanistów Polskich (od 1963 członek honorowy).
Pochowany na cmentarzu Wojskowym na Powązkach w Warszawie (kwatera K-III-51).

## Ordery i odznaczenia
- Złoty Krzyż Zasługi (27 kwietnia 1946)[6]

## Dorobek

### Publikacje
Wacław Ostrowski jest autorem publikacji z zakresu urbanistyki historycznej i współczesnej, a także ochrony historycznych ośrodków miejskich. Wśród jego licznych publikacji znane są m.in.:
- Wprowadzenie do historii budowy miast;
- Lokalizacja i planowanie terenów przemysłowych (1953),
- L’urbanisme contemporain (1968),
- Zespoły zabytkowe a urbanistyka (1980),
- Kompozycja zespołów architektonicznych barokowego Rzymu

### Konkursy architektoniczne
- Rozplanowanie dzielnicy przy dworcu Łódź Fabryczna, współautor Brunon Hein - II nagroda (1932);
- Zabudowa Istebnej, współautor Brunon Hein - I nagroda (1933);
- Projekt zagospodarowania przestrzennego wyspy Tronchetto w Wenecji, współautorzy: Kalina Eibl, Zdzisław Hryniak, Janusz Matyjaszkiewicz - I nagroda ex aequo (1964).